# VRT 1
VRT 1 (do maja 2023 Één) – pierwszy kanał telewizji publicznej we Flandrii. Jest częścią VRT.
Założony został w 1953 roku. W ostatnich latach wygrał konkurencję z największą stacją komercyjną vtm, głównie za sprawą wprowadzenia do ramówki większej liczby programów dla masowego odbiorcy. Należy do niej 31% rynku. Reklamy zgodnie z prawem belgijskim mogą być wyświetlane w stacji publicznej jedynie między programami. Wszystkie programy obce wyświetlane są z napisami, czasem także wypowiedzi w dialektach, które jeszcze zachowały się na flamandzkiej prowincji.